# Línea 10 del Metro de Shanghái
La línea 10 es una línea suroeste-noreste de la red del Metro de Shanghái. Tiene una línea principal y una línea ramal. Conecta Aeropuerto Internacional de Hongqiao y Estación de Hongqiao con el centro de ciudad, y también con los densos distritos residenciales en Yangpu y Hongkou.

## Estaciones[1]
| P | R | Nombre de la estación Castellano     | Nombre de la estación Hanzi | Transbordo                | Localización |
|   |   |                                      |                             |                           |              |
| ● |   | Estación de Hongqiao                 | 虹桥火车站                  | línea 17Shanghái Hongqiao | Minhang      |
| ● |   | Terminal 2 de Aeropuerto de Hongqiao | 虹桥2号航站楼               |                           | Minhang      |
|   | ● | Calle Hangzhong                      | 航中路                      |                           | Minhang      |
|   | ● | Calle Ziteng                         | 紫藤路                      |                           | Minhang      |
|   | ● | Longbai Xincun                       | 龙柏新村                    |                           | Minhang      |
| ● |   | Terminal 1 de Aeropuerto de Hongqiao | 虹桥1号航站楼               |                           | Changning    |
| ● |   | Zoológico de Shanghái                | 上海动物园                  |                           | Changning    |
| ● | ● | Calle Longxi                         | 龙溪路                      |                           | Changning    |
| ● | ● | Calle Shuicheng                      | 水城路                      |                           | Changning    |
| ● | ● | Calle Yili                           | 伊犁路                      |                           | Changning    |
| ● | ● | Calle Songyuan                       | 宋园路                      |                           | Changning    |
| ● | ● | Calle Hongqiao                       | 虹桥路                      |                           | Changning    |
| ● | ● | Universidad de Jiao Tong             | 交通大学                    |                           | Xuhui        |
| ● | ● | Biblioteca de Shanghái               | 上海图书馆                  |                           | Xuhui        |
| ● | ● | Calle Shaanxi Sur                    | 陕西南路                    |                           | Xuhui        |
| ● | ● | Xintiandi                            | 新天地                      |                           | Huangpu      |
| ● | ● | Laoximen                             | 老西门                      |                           | Huangpu      |
| ● | ● | Jardín Yuyuan                        | 豫园                        |                           | Huangpu      |
| ● | ● | Calle Nanjing Este                   | 南京东路                    |                           | Huangpu      |
| ● | ● | Calle Tiantong                       | 天潼路                      |                           | Hongkou      |
| ● | ● | Calle Sichuan Norte                  | 四川北路                    |                           | Hongkou      |
| ● | ● | Calle Hailun                         | 海伦路                      |                           | Hongkou      |
| ● | ● | Youdian Xincun                       | 邮电新村                    |                           | Hongkou      |
| ● | ● | Calle Siping                         | 四平路                      |                           | Hongkou      |
| ● | ● | Universidad de Tongji                | 同济大学                    |                           | Yangpu       |
| ● | ● | Calle Guoquan                        | 国权路                      |                           | Yangpu       |
| ● | ● | Wujiaochang                          | 五角场                      |                           | Yangpu       |
| ● | ● | Estadio de Jiangwan                  | 江湾体育场                  |                           | Yangpu       |
| ● | ● | Calle Sanmen                         | 三门路                      |                           | Yangpu       |
| ● | ● | Calle Yingao Este                    | 殷高东路                    |                           | Yangpu       |
| ● | ● | Xinjiangwancheng                     | 新江湾城                    |                           | Yangpu       |